# Volcana (DC Comics)
Volcana es una supervillana de DC Cómics que apareció por primera vez en Superman: la serie animada con la voz de Peri Gilpin, en el episodio "Donde hay Humo".

## Biografía del personaje
Universo Animado de DC
Superman
Volcana fue llamada Claire Selton. Como adolescente, Claire mostró una gran aptitud para piroquinesis — capacidad de controlar el fuego con la mente. Sus padres la enviaron a metrópolis al centro de estudios Paranormales de modo que pudiera aprender, controlar y desarrollar su poder, pero pronto agentes del gobierno tenían grandes planes para ella. Según el director del Centro, los agentes "la despojaron de su pasado, y le dieron un nombre código; Volcana, e hicieron todo para convertirla en un arma viviente".
Volcana No estaba de acuerdo el plan. Huyó de los agentes, convirtiéndose en una fugitiva, sobreviviendo de la única manera que podía: robando. A raíz de la actividad de fuego en un barco, Volcana contacta a Donnie para encontrar una manera de sacarla fuera de la ciudad y reunirse en el "lugar de costumbre". Después de la llamada de Volcana, Donnie apresada por tres hombres de trajes quiénes le preguntaron dónde era el "lugar de costumbre". Superman más tarde tuvo un encuentro con Volcana donde tuvieron una breve lucha antes de que Volcana huyera. Cuándo Volcana llegó al "lugar de costumbre" para reunirse con Donnie, encontró a Kurt (uno de los tres hombres de traje) quién mencionó que él era el que originalmente la secuestró. Superman llegó tarde al lugar e interroga a uno de los agentes que trabajan para Kurt. Durante la lucha de Superman con los hombres de Kurt, el tanque gas donde estaba Volcana fue dañado lo suficiente para romper que ella pudiera escapar. Volcana logró causar grandes estragos con facilidad en venganza hacia Kurt, con sus ataques que incendian varios tanques de hidrógeno. La explosión de los tanques lograron aturdirla, mientras Superman evacuó a todos los que estaban en peligro. Superman la coloca en una isla desierta donde le entrega su comida a cambio de que se quede ahí y no le haga daño a nadie.
Más tarde haga un cameo en el episodio "Unidad", teniendo una lucha breve con Supergirl. No es explicado por qué deje la isla o por qué regrese a ser criminal a pesar de haber tenido una buena relación con Superman.

## Apariciones
Liga de la Justicia y Liga de la Justicia ilimitada
Volcana Hizo apariciones en los episodios "Solo un Sueño" y "Mas Allá" de la Liga de la justicia, otra vez con la voz de Peri Gilpin. En el episodio Solo un Sueño Volcana es encarcelada en una prisión de Metrópoli y aprovecha un disturbio de prisión para huir con un amigo villano Luciérnaga. Ella Muestra una disposición para matar usando sus poderes, llevando al personaje a un nivel más siniestro que antes.
Esté establecido que el proyecto del gobierno que la creó era parte de una colaboración entre el gobierno de los Estados Unidos, el ejército y empresas importantes en secreto experimento de metahumanos y tecnología de alienígenas. Una versión temprana de Proyecto Cadmus que se desarrolló cuando despertar de Superman invadió la Tierra mientras estaba bajo el control de Darkseidl, produciendo metahumanos adolescentes como la Banda de la escalera real y la criatura del día del juicio Doomsday que luchó contra los Amos de la Justicia. El ataque de los amos de la Justicia a Cadmus dio un enfoque renovado en virtud de Amanda Waller, cuando el gobierno se dio cuenta de que no tenía una manera de contrarrestar un ataque por la Liga de Justicia tiene en caso de que estos decidiera hacerlo, dando origen a Galatea y los Ultimen.
También apareció brevemente en un cameo en el episodio "Hacia otra costa", vista en la pantalla por Mr terrific, mientras batalla contra Tornado Rojo.
También ha aparecido como miembro de Gorila Grodd en la Sociedad Secreta y es vista batallando contra las fuerzas invasoras de Darkseid en el capítulo final de la serie. En este episodio se muestra que puede volar con su propio poder, lo que es probablemente fue la forma como dejó la isla. Volcana fue testigo del regreso de Darkseid, es salvada por Sinestro y Zafiro Estrella. Es una de los pocos supervivientes al final de la batalla y es vista por última vez cuando huye aprovechando los "cinco minutos" que le da la Liga de Justicia para escapar como recompensa de haber ayudado a luchar contra Darkseid y su ejército.

### Cómics
Volcana solo ha hecho dos apariciones individuales en los cómics Superman Aventuras basados en sus apariciones originales en elUniverso Animado DC, en los 20 y 41 respectivamente.

## En otros medios

### Televisión
Volcana aparece en Harley Quinn, con la voz de Jeannie Tirado. En esta versión ella es hispana y miembro de la Legión del Mal. Vulcana tiene la cualidad de vomitar magma cuando se pone nerviosa, y posteriormente se convierte en una de las aprendices de Hiedra Venenosa, las Natural Disasters.

### Videojuegos
Aparece como jefe en Superman: Sombra de Apokolips y Superman: Cuenta regresiva a Apokolips. Peri Gilpin vuelve a interpretar su papel en ambos juegos.

### Juguetes
En 2007, Volcana recibió su propia figura por parte de una colección de Mattel